# Gohia parisolata
Gohia parisolata is een spinnensoort in de taxonomische indeling van de Desidae.
Het dier behoort tot het geslacht Gohia. De wetenschappelijke naam van de soort werd voor het eerst geldig gepubliceerd in 1970 door Raymond Robert Forster.